# Lippe (rivier)
De Lippe is een zijrivier van de Rijn in Duitsland. De rivier is 220 km lang en het stroomgebied, dat geheel in Noordrijn-Westfalen ligt, bedraagt 4882 km². Het verval tussen de bron bij het Teutoburger Woud en de monding bij Wesel bedraagt 114,5 meter.
De Lippe ontspringt aan de westkant van het Teutoburger Woud in het kuuroord Bad Lippspringe, even ten noorden van Paderborn. Kort daarna neemt zij bij het Paderbornse stadsdeel Schloss Neuhaus de Pader en de Alme op: de Alme heeft tot dat punt wel al een aanzienlijk langer traject afgelegd dan de Lippe zelf.
De Lippe stroomt steeds in westelijke richting, via plaatsen als Lippstadt, Hamm, Lünen, Marl en Hünxe. De benedenloop van de Lippe, die bij Hamm begint, vormt
de noordelijke begrenzing van het Ruhrgebied. Langs dit traject loopt een kanaal parallel aan de rivier: eerst het Datteln-Hammkanaal en vanaf Datteln het Wesel-Dattelnkanaal.
Naar de Lippe is onder meer de stad Lippstadt genoemd, die aanvankelijk Lippe heette, en die haar naam schonk aan het land Lippe met het bijbehorende Huis Lippe. Het huidige district (kreis) Lippe komt weliswaar voort uit het vroegere land Lippe, maar behoort maar voor een zeer klein deel tot het stroomgebied van de Lippe.
- Bibliothèque nationale de France: cb119619313 (data)
- Gemeinsame Normdatei: 4035890-2
- Library of Congress Control Number: sh2004004849
- Nationale Bibliotheek van Tsjechië: ge538070
- Nationale Bibliotheek van Israël: 987007551988905171
- Système universitaire de documentation: 027617610
- Virtual International Authority File: 235903502